# Monte Walsh - Il nome della giustizia
Monte Walsh - Il nome della giustizia (Monte Walsh) è un film per la televisione del 2003, diretto da Simon Wincer e interpretato da Tom Selleck, Keith Carradine e Isabella Rossellini. 

## Trama
Wyoming, 1892: Monte Walsh è un cowboy che assiste malinconicamente alla fine dell'era del selvaggio West. Lui e il suo amico Chet Rollins si adattano a fare lavori saltuari dividendosi tra la città e le escursioni con le mandrie. Tornati in città dopo l'inverno scoprono che il ranch per cui hanno lavorato, come molti altri della zona, è stato venduto a un gruppo di proprietari terrieri dell'Est i cui interessi locali sono gestiti da Cal Brennan, il quale assume i due cowboy nel suo ranch. Lo stesso Brennan è sottoposto ad un contabile dell'Est, poco avvezzo alla vita del West ed alle sue regole. Qui incontrano un vecchio amico, Shorty Austin impiegato come domatore di cavalli.
Monte è innamorato da lungo tempo di Martine Bernard, prostituta e ballerina. Chet, nel frattempo, si è innamorato di Mary Wilder, una vedova che possiede un negozio di ferramenta. Presto i due amici si rendono conto che filo spinato e ferrovie stanno cambiando il loro mondo. Shorty perde il lavoro e viene coinvolto in una sparatoria in cui uccide per sbaglio uno sceriffo, dandosi alla macchia. Chet invece decide di abbandonare la sua vita da cowboy, sposa la vedova e va a lavorare nella ferramenta spingendo Monte a seguire il suo esempio. A questo punto anche Monte chiede a Martine di sposarlo e lei accetta. Un organizzatore di rodei, vista la bravura di Monte nel domare un cavallo selvaggio, gli offre un lavoro ma lui rifiuta ritenendolo degradante, nonostante l'ottimo ingaggio che gli era stato proposto. Torna così al ranch di Brennan e scopre che Shorty è diventato un ladro di cavalli; dopo aver ucciso un complice che era con lui lo fa fuggire esortandolo a cambiare vita. 
Quando Shorty spara e uccide Chet durante un tentativo di rapinare il negozio di ferramenta, Monte lo insegue, sconvolto per la morte dell'amico. Durante la caccia apprende che Martine sta male ma quando giunge al suo capezzale è troppo tardi, infatti è morta per la polmonite di cui soffriva e che non aveva mai confessato al cowboy. Monte veglia tutta la notte la donna che amava, poi raggiunge Shorty e, dopo una sparatoria, ha la meglio e uccide l'ex amico.
Passano sette anni e Monte torna in città dopo aver vagabondato in tutto il West. I suoi amici sono invecchiati, i prezzi aumentano e lui è visto dai cittadini come una reliquia di un'altra epoca. Dopo essere passato al cimitero per salutare Martine, uscendo dalla città vede il ragioniere che gestisce le terre spingere la sua automobile (uno dei primi modelli prodotti) in una pozzanghera di fango che gli chiede aiuto, Monte salta con il cavallo sopra il veicolo e si allontana, al galoppo.

## Produzione
Liberamente ispirato al romanzo Monte Walsh di Jack Schaefer del 1963 è un remake del film Monty Walsh, un uomo duro a morire del 1970, interpretato da Lee Marvin: la sceneggiatura ricalca quasi fedelmente quella del 1970 (gli sceneggiatori originali David Zelag Goodman e Lukas Heller sono accreditati) ma Selleck conferisce al protagonista delle caratteristiche più affabili e "umane" rispetto al personaggio interpretato da Marvin.
Il film è molto simile ai western classici ma descrive, senza l'enfasi che caratterizza analoghi lavori, il duro lavoro dei cowboy.
Ambientato in Wyoming e girato in Alberta, il film ha ricevuto nel 2003 una nomination all'Emmy Award per il miglior montaggio degli effetti sonori e nel 2004, ha ricevuto il Western Heritage Awards Bronze Wrangler per il miglior film televisivo.